# 罗塞托-瓦尔福托雷
罗塞托-瓦尔福托雷（義大利語：Roseto Valfortore），是意大利福贾省的一个市镇。总面积49.71平方公里，人口1223人，人口密度24.6人/平方公里（2009年）。ISTAT代码为071044。